# Текумсе (Оклахома)
Текумсе (англ. Tecumseh) — місто (англ. city) в США, в окрузі Поттаватомі штату Оклахома. Населення — 6302 особи (2020).

## Географія
Текумсе розташований за координатами 35°15′51″ пн. ш. 96°56′1″ зх. д. / 35.26417° пн. ш. 96.93361° зх. д. (35.264271, -96.933479).  За даними Бюро перепису населення США в 2010 році місто мало площу 39,48 км², з яких 38,88 км² — суходіл та 0,60 км² — водойми.

## Демографія
Згідно з переписом 2010 року, у місті мешкало 6457 осіб у 2392 домогосподарствах у складі 1663 родин. Густота населення становила 164 особи/км².  Було 2664 помешкання (67/км²).
Расовий склад населення:
| - 71,7 % — білих - 17,3 % — корінних американців - 2,8 % — чорних або афроамериканців - 0,3 % — азіатів - 0,1 % — вихідців з тихоокеанських островів |

До двох чи більше рас належало 7,1 %. Частка іспаномовних становила 3,7 % від усіх жителів.
За віковим діапазоном населення розподілялося таким чином: 30,1 % — особи молодші 18 років, 55,8 % — особи у віці 18—64 років, 14,1 % — особи у віці 65 років та старші. Медіана віку мешканця становила 33,7 року. На 100 осіб жіночої статі у місті припадало 92,7 чоловіків;  на 100 жінок у віці від 18 років та старших — 85,3 чоловіків також старших 18 років.
Середній дохід на одне домашнє господарство  становив 47 368 доларів США (медіана — 41 172), а середній дохід на одну сім'ю — 55 492 долари (медіана — 47 774). Медіана доходів становила 37 702 долари для чоловіків та 26 353 долари для жінок. За межею бідності перебувало 17,3 % осіб, у тому числі 22,8 % дітей у віці до 18 років та 8,5 % осіб у віці 65 років та старших.
Цивільне працевлаштоване населення становило 2538 осіб. Основні галузі зайнятості: освіта, охорона здоров'я та соціальна допомога — 29,7 %, мистецтво, розваги та відпочинок — 13,1 %, роздрібна торгівля — 12,7 %.